# Pactos de Familia
Los Pactos de Familia (1733-1789) fueron tres acuerdos en distintas fechas del siglo XVIII entre las monarquías del Reino de España y  el Reino de Francia contra el Reino de Gran Bretaña y Archiducado de Austria. Deben su nombre a la relación de parentesco existente entre los reyes firmantes de los pactos, todos ellos pertenecientes a la Casa de Borbón. Los dos primeros fueron firmados en época de Felipe V y el tercero en la de Carlos III.

## Primer pacto de familia

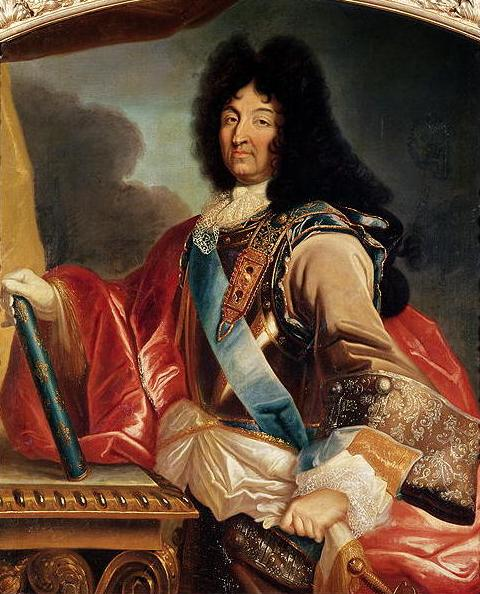
Luis XIV de Francia.

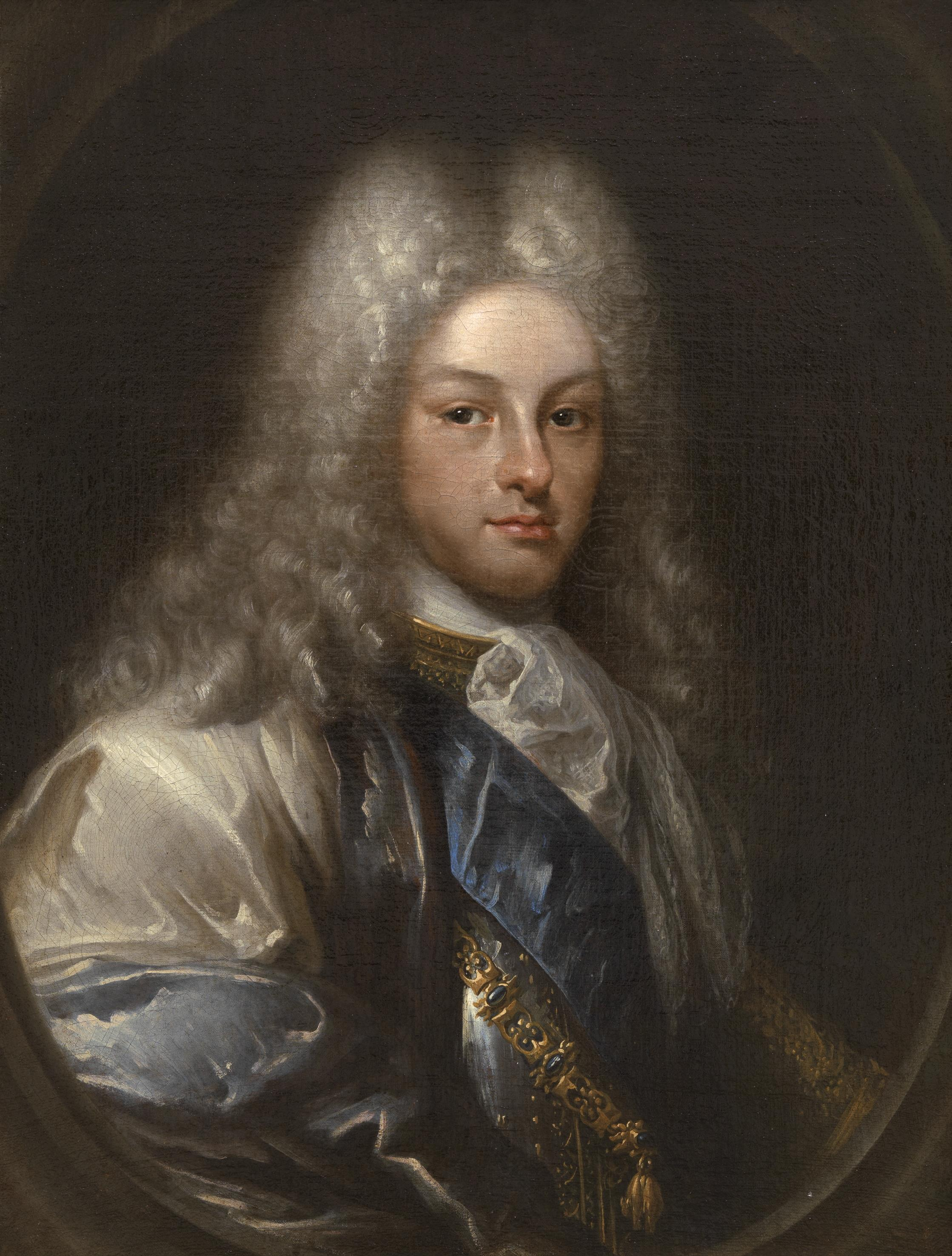
Felipe V de España.

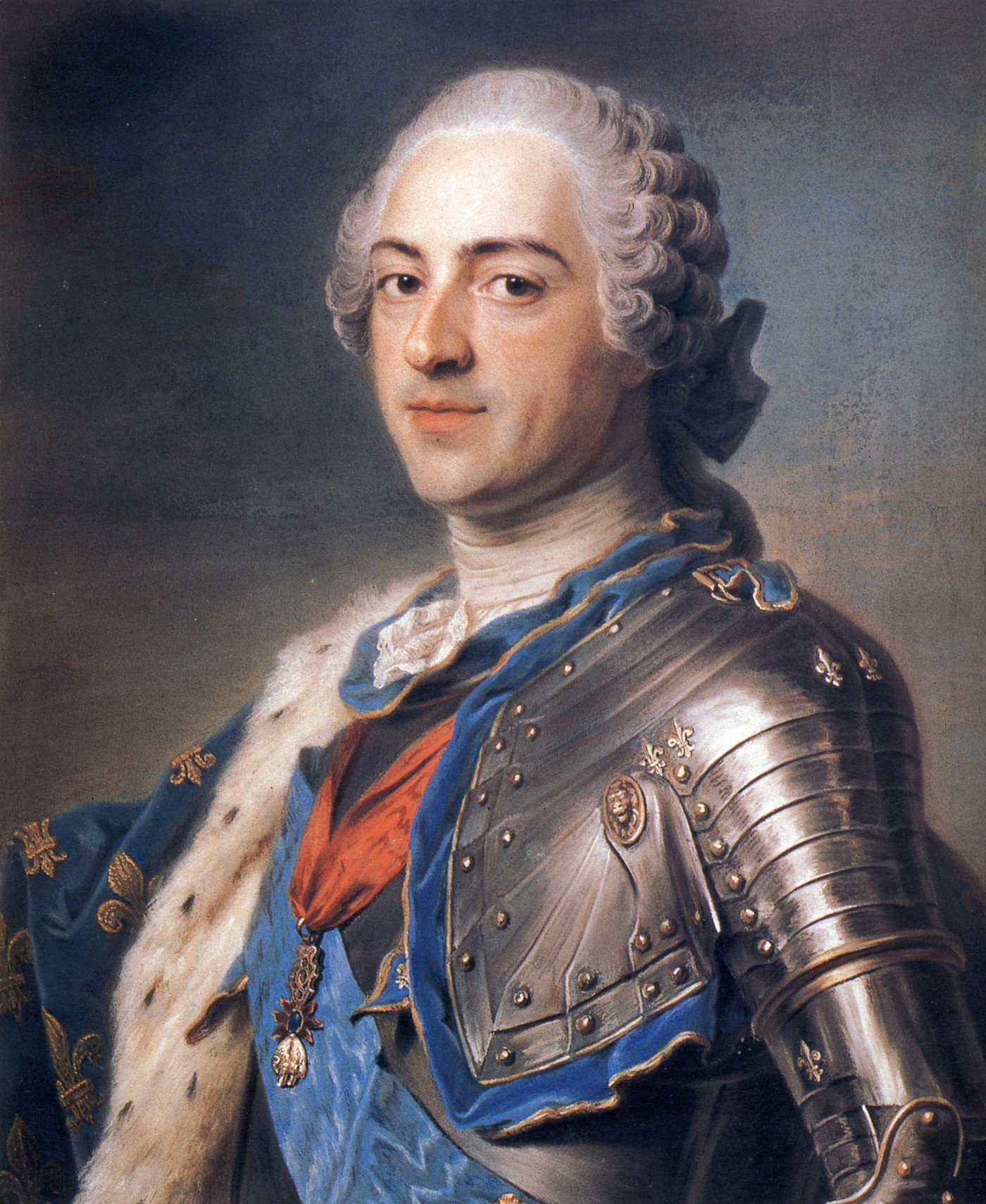
Luis XV de Francia.

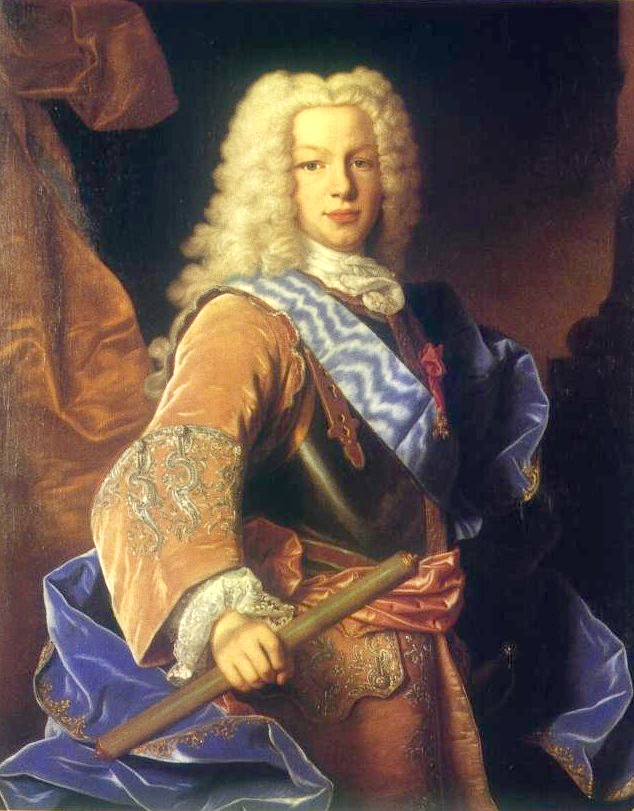
Fernando VI de España.

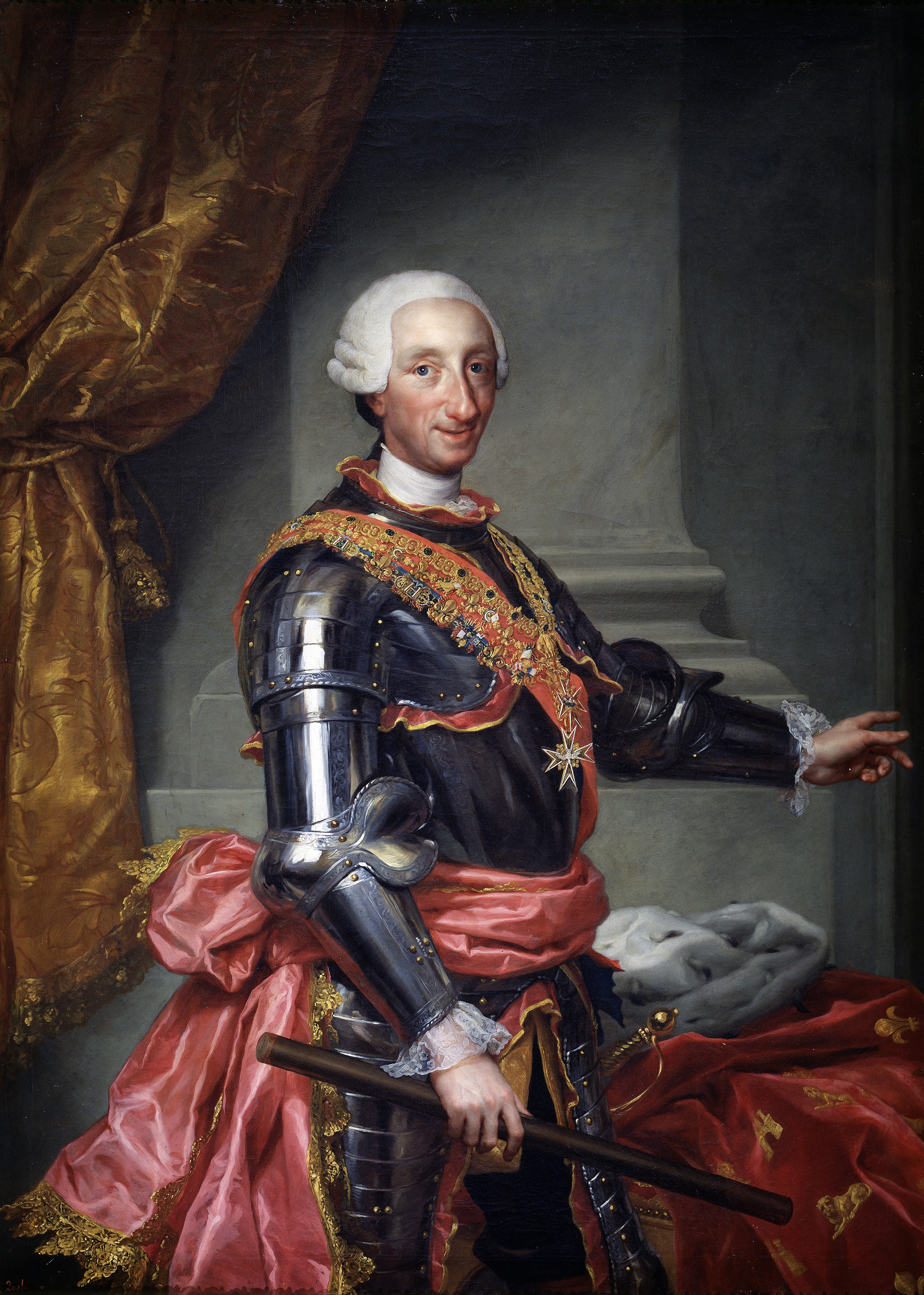
Carlos III de España.

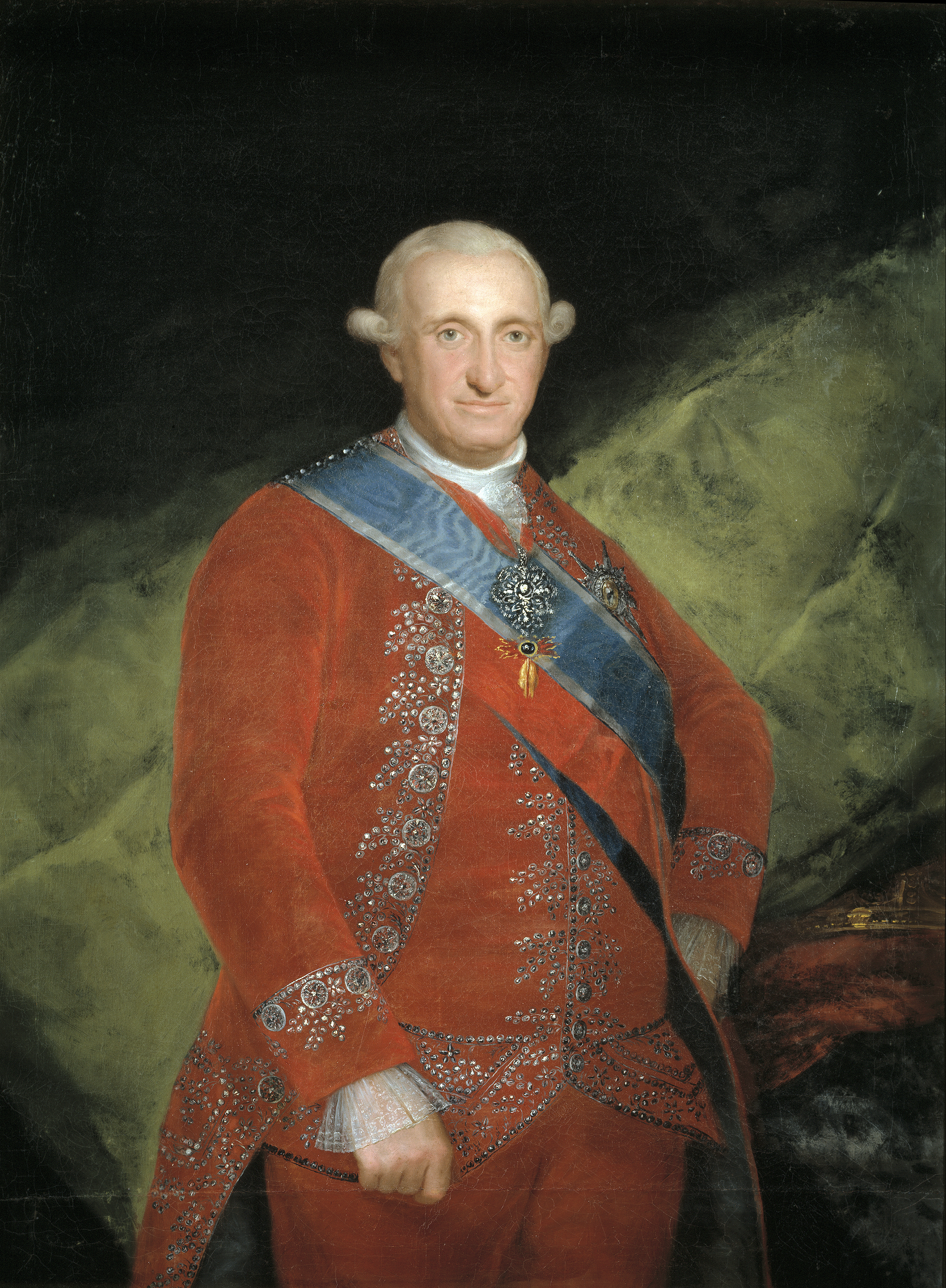
Carlos IV de España.

Firmado por Felipe V de España y Luis XV de Francia el 7 de noviembre de 1733 en el Real Sitio de El Escorial. José Patiño Rosales y el conde de Rottembourg acordaron en el nombre de sus respectivos reyes. 
Felipe V, que es nieto de Luis XIV de Francia, ascendió al trono español en 1700, siendo el primer monarca de la dinastía Borbón en España tras la extinción de la rama de los Habsburgo o de los Austria con la muerte de Carlos II de España en 1700. Fue reconocido como rey por las principales potencias europeas a condición de que los tronos de España y Francia nunca estuvieran unidos. Su ascensión al trono fue seguida de la guerra de sucesión española, que terminaría con la firma del Tratado de Rastadt y la Paz de Utrecht en los que España perdió sus territorios hispánicos de los Países Bajos e Italia (adquiridos por Austria), Menorca, Gibraltar y Terranova (adquiridos por Reino Unido). Luis XV, sobrino de Felipe V, estaba casado con la princesa polaca María Leszczynska (hija del rey Estanislao), lo que provocó la entrada de Francia en la guerra de sucesión de Polonia (1733 - 1738).
Ambos monarcas, Felipe y Luis, se aliaron en el primer pacto de familia, haciendo un frente común contra Austria: Felipe con la intención de recuperar las antiguas posesiones españolas en Italia, y Luis buscando refuerzos en su apoyo a Estanislao de Polonia. Luis XV no conseguiría restaurar a su suegro en el trono de Polonia, pero Felipe V sí recuperaría Nápoles, los Presidios de Toscana y Sicilia, donde entronizó como rey a su hijo el infante Carlos (el futuro Carlos III de España).

## Segundo pacto de familia
El segundo pacto de familia, firmado el 25 de octubre de 1743 en Fontainebleau, fue acordado por los mismos monarcas, Felipe V de España y Luis XV de Francia, en el transcurso de la guerra de Sucesión de Austria. 
Tras la muerte de Felipe V en 1746, el nuevo rey Fernando VI de España llevó a cabo una política de neutralidad activa entre Reino Unido y Reino de Francia. Fortaleció la flota para evitar verse arrastrado a la guerra y liquidó el segundo pacto de familia, lo que lo desligó de apoyar a Francia en sus guerras. A cambio, el Reino Unido aceptó la supresión del asiento de negros y del navío de permiso.
Gracias a esta alianza España, mediante el Tratado de Aquisgrán, ganó los ducados de Parma, Plasencia y Guastalla para el infante Felipe, quien tomó posesión de ellos en 1748.

## Tercer pacto de familia
Carlos III de España (1759-1788) volvió a la política belicista directamente contra Inglaterra para recuperar Gibraltar y Menorca y firmó el tercer pacto de familia, que lo llevó a entrar en la última fase de la guerra de los Siete Años en apoyo del Reino de Francia contra el Reino de Gran Bretaña, y la derrota le ocasionó considerables pérdidas al final, en 1761. España cedió la Florida Occidental y la Florida Oriental, que entregó al Reino Unido, y la Colonia del Sacramento en el oeste de Uruguay, a Portugal. Aunque recibió la Luisiana de Francia.